# Harumi Kurihara

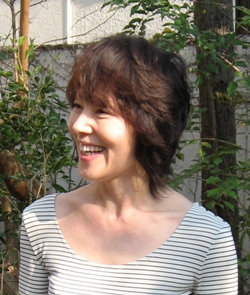
Harumi Kurihara, 2007

Harumi Kurihara (japanisch 栗原 はるみ Kurihara Harumi; * 5. März 1947 in Shimoda) ist eine prominente Hausfrau und ein TV-Star in Japan.
Sie wird auch oft die „japanische Martha Stewart“ genannt und genießt schon seit über 20 Jahren Berühmtheit in Japan. Sie ist der Talkmaster von zahlreichen TV-Shows, Autor von Suteki Recipe („wunderbare Rezepte“), einem vierteljährlich erscheinenden Koch- und Rezeptmagazin, das 5 Millionen Exemplare verkauft, und ebenso von über 20 Kochbüchern und Lifestyle-Magazinen. Eine Kochgeschirr-Reihe ist ebenso nach ihr benannt. Sie ist Präsidentin (shachō, 社長) des Haushaltswaren-Unternehmens K.K. Yutori no Kūkan (株式会社ゆとりの空間, deutsch „Ein Raum zum Entspannen“).
Sie wurde in der Küstenstadt Shimoda geboren und bekam nie eine professionelle Ausbildung zur Köchin. Ihre Küche kombiniert traditionelle mit neueren westlichen Einflüssen. Sie ist mit dem ehemaligen Nachrichtensprecher Reiji Kurihara verheiratet, der sie ursprünglich darin bestärkte eine TV-Karriere zu starten. Er ist jetzt Vorsitzender (kaichō) von Yutori no Kukan.
Harumis erstes Kochbuch hieß Gochisōsama ga, Kikitakute. (ごちそうさまが、ききたくて。), was so viel heißt wie: „Ich will hören: Es war köstlich.“ Das erste Kochbuch von ihr, das ins Englische übersetzt wurde, war Harumi’s Japanese Cooking (deutsch „Harumis japanische Küche“), welches 2004 als bestes Kochbuch des Jahres und das beste asiatische Kochbuch der Welt bei den zehnten Gourmand World Cookbook Awards ausgezeichnet wurde. Ihr Buch wurde aus einem Pool von 5000 Kochbüchern aus 67 Ländern gewählt. Es wurde 2006 auf Deutsch als Harumis japanische Küche veröffentlicht, 2007 folgte Einfach japanisch kochen.

## Werke
- übersetzt von Tomoko Miyakoda: Harumis japanische Küche. DK Verlag Dorling Kindersley, Starnberg 2006, ISBN 3-8310-0880-9.
- übersetzt von Adelheid Schmidt-Thomé: Einfach japanisch kochen. DK Verlag Dorling Kindersley, München 2007, ISBN 978-3-8310-1101-8.